# Turany nad Ondavou
Turany nad Ondavou (maďarsky Zemplénturány) jsou obec na Slovensku v okrese Stropkov ležící na břehu vodní nádrže Veľká Domaša. Žije zde 348 obyvatel. 

## Historie
První písemná zmínka o obci je z roku 1567, kdy obec byla uvedena pod názvem Turan. Později byla obec uváděna jako Turany (1569), Turanye (1773), Turany (1808), Turiany (1920-1948). V 60. letech 20. století se během výstavby vodního díla Veľká Domaša do obce přestěhovala část obyvatel ze zatopených vesnic Petejovce a Valkov.

## Symboly obce
- Znak - V zeleném štítu nad zlatým zvlněným břevnem stříbrná vpřed hledící tuří hlava ve zlaté zbroji.
- Vlajka - Sestává ze šesti podélných pruhů v barvách žlutá 1/8, zelená 2/8, bílá 1/8, žlutá 12/8, zelená 2/8 a bílá l/8. Vlajka má poměr stran 2:3 a ukončená je třemi cípy, tvořenými dvěma zástřihy, sahajícími do třetiny jejího listu po pravé straně.[4]

## Rodáci
- Marika Gombitová (* 1956), zpěvačka

## Pamětihodnosti
- Římskokatolický farní kostel svaté Anny poprvé zmiňovaný v 70. letech 18. století.[5]

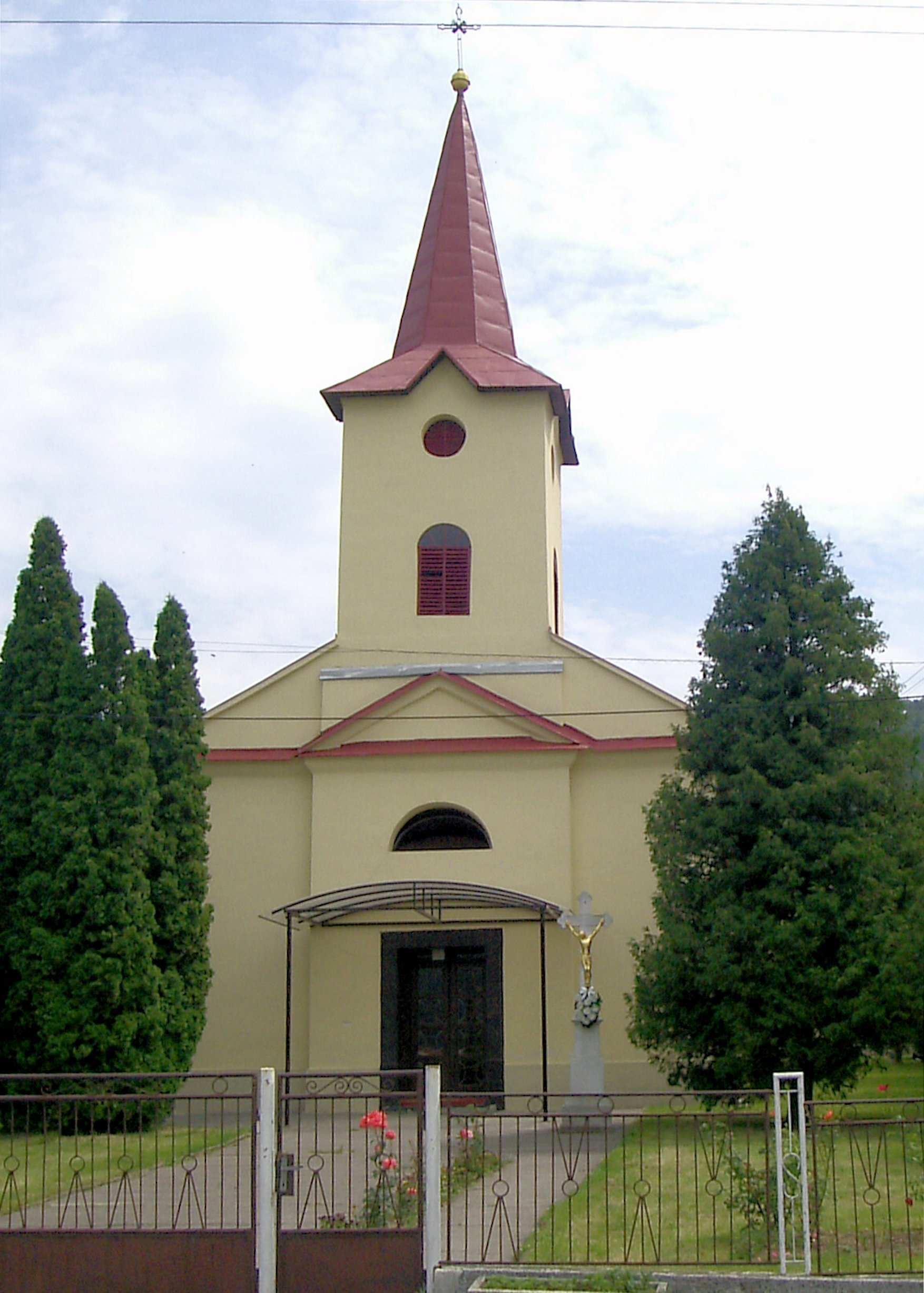
Římskokatolický farní kostel svaté Anny